# Cryptocarya agathophylla
Cryptocarya agathophylla (syn. Ravensara aromatica) is een soort uit de laurierfamilie. De soort komt voor in Madagaskar. De bladeren en takken hebben een milde kamferachtige geur, vergelijkbaar met de geur van eucalyptus.

## Gebruik
Zowel uit de bast als de bladeren wordt een etherische olie gewonnen. De olie wordt gebruikt in de parfumindustrie en als medicijn. De etherische olie uit de bast wordt in Madagaskar havozo genoemd. Andere Malagassische benamingen zijn hazomanitra en tavolomanitra.
In het Centrale Hoogland van Madagaskar worden de bladeren van de soort gebruikt in de volksgeneeskunde. Een thee, gemaakt van de bladeren is goed tegen maagpijn en hoofdpijn. Verder wordt bij verkoudheid en bronchitis de borst en hals ingewreven met de etherische olie. Ook worden de bladeren gekookt om de stoom te inhaleren. 
Verder worden verpulverde bladeren vermengd met castorolie. Dit wordt door de Malagassiërs uit de hogere klassen gebruikt voor de haarverzorging.